# سفارة سلطنة عمان في مصر
سفارة سلطنة عمان لدى مصر هي الممثلية الدبلوماسية العليا لدولة سلطنة عمان لدى جمهورية مصر العربية.

## السفارة
20 ش محمد مظهر الزمالك القاهرة ·

## اقرأ أيضا
- قائمة البعثات الدبلوماسية في مصر